# Casa Josep Gené
La Casa Josep Gené és un edifici situat als carrers de l'Hospital, 83 i d'en Robador, 1 del Raval de Barcelona, catalogat com a bé cultural d'interès local.

## Història
Segons la documentació notarial, el comerciant Joan de Llinàs i Farell, nomenat ciutadà honrat de Barcelona el 1674 i destacat austriacista, tenia una propietat en aquest indret. Casat amb Marianna Escarrer, fou succeït pel seu fill Joan de Llinàs i Escarrer, que seguí la carrera militar i lluità contra els felipistes en el setge de Barcelona, per la qual cosa fou fet presoner, i finalment alliberat el 1719. L'octubre del 1731 es casà amb Maria Isabel Carreras i Sala, que entre 1761 i 1762, ja vídua, amplià la propietat amb sengles adquisicions. A la seva mort, passà a mans del seu fill Joan Bernat de Llinàs i Carreras, que el 1782 va demanar permís per a reedificar-ne una part fins al segon pis. Fou succeït pel seu germà Domènec, tinent coronel dels Reials Exèrcits, que el 1796 va demanar permís per a obrir-hi una porta.
Domènec de Llinàs es va casar amb Araceli Ortiz-Repiso, natural de Lucena i filla d'Antonio Ortiz-Repiso de Castilla y Guerra, coronel del Regiment de Còrdova, i el seu fill Joan Antoni de Llinàs i Ortiz-Repiso (Lucena, 1789-París, 1854) també seguí la carrera militar. Després de presidir la Junta Suprema de Vigilància de Barcelona (1841) i ser diputat a les Corts de Madrid (1842), s'exilià a França el 1843, primer a Marsella i després a París.
El 1847, el seu apoderat, l'advocat Manuel de Pinós, va establir en emfiteusi la propietat (descrita com una casa al carrer de l'Hospital amb un gran jardí al carrer d'en Robador) al sastre Àngel Menta i al mercader de paper Llorenç Surinyach. Aquests es reservaren dos cossos de casa a l'extrem de la parcel·la (Robador, 8-10), i cediren altres dos a títol d'agnició de bona fe al paleta Josep Gené i Figueras (Robador, 6). A finals d'any, aquest els adquirí en emfiteusi una altra parcel·la a la cantonada dels dos carrers (Hospital, 83 i Robador, 2), i també feu construir un altre edifici a la finca del costat (Robador, 12), amb uns safaretjos alimentats per l'aigua d'un pou. Finalment, el 1848, Menta i Surinyach establiren el cos i mig de casa restant al taverner Leandre Bou i Banach, que hi feu construir un edifici (Robador, 4) projectat com els altres per l'arquitecte Josep Fontserè i Domènech, pare del cèlebre mestre d'obres Josep Fontserè i Mestre.
Tanmateix, Gené es va declarar en suspensió de pagaments, i el 1849, els seus edificis (el del núm. 6 ja acabat i els altres dos encara en construcció) van ser subhastats al millor postor a instància dels seus creditors. El de la cantonada fou adquirit per 7.500 lliures (4.000 duros) pel magatzemista de fustes Marià Ullastre i Forcada, que en va encarregar l'acabament a l'arquitecte Josep Buxareu i Gallart.

## Descripció
Consta de planta baixa, tres pisos, àtic i terrat transitable. Les dues façanes, restaurades a principis de la dècada del 2000, presenten les mateixes característiques formals i conflueixen en una cantonada arrodonida. La planta baixa està configurada per un seguit d'arcs escarsers, la clau dels quals està esculpida en forma de mènsula que sosté els balcons del pis principal. Les obertures, alineades en eixos verticals, presenten dimensions decreixents en alçada i es presenten emmarcades amb muntants i llindes de pedra motllurada. Els balcons, de volada decreixent i sostinguts sobre mènsules en forma de voluta de pedra, es presenten tancats amb baranes de ferro forjat amb una base pintada de color daurat. Tanmateix, l'element característic d'aquest edifici és la seva profusa ornamentació a base de relleus de terracota inserits en quarterons verticals d'estuc entre balcó i balcó. Aquests presenten forma de canelobres vegetals entrellaçats i de composició ascendent, a base de màscares, gerros i fulles d'acant. Al segon pis, aquests quarterons queden interromputs per un gran floró en relleu i, per sobre d'aquest, es reprèn la decoració, a base de dues cornucòpies creuades de les que emergeix més decoració floral. Les sobreportes dels balcons del principal també estan ornats a base de relleus de terracota, en aquest cas consistents en petits bustos dins de medallons flanquejats de volutes.
L'àtic, separat de la resta de pisos per una cornisa motllurada que serveix de llosana al balcó amb ampit que l'obre al carrer, també està decorat amb relleus de terracota que representen busts de dues dones cobrint-se el pit amb els braços mentre sorgeixen d'entre el fullatge. La façana queda rematada per una cornisa sobre mènsules que amaga, reculada, la barana del terrat.

El vestíbul d'accés, molt desvirtuat per la presència d'una garita-botiga que n'ocupa la meitat de la superfície des de mitjan segle xx, conserva la decoració original. L'element més rellevant és l'accés a l'escala, flanquejat per dos pilars ornats a quarterons sostenint un arc de mig punt. Dins l'arc hi ha un timpà amb relleus d'estuc que representen dues dones alades envoltades dels atributs del comerç marítim que sostenen una cartel·la amb la data 1850.

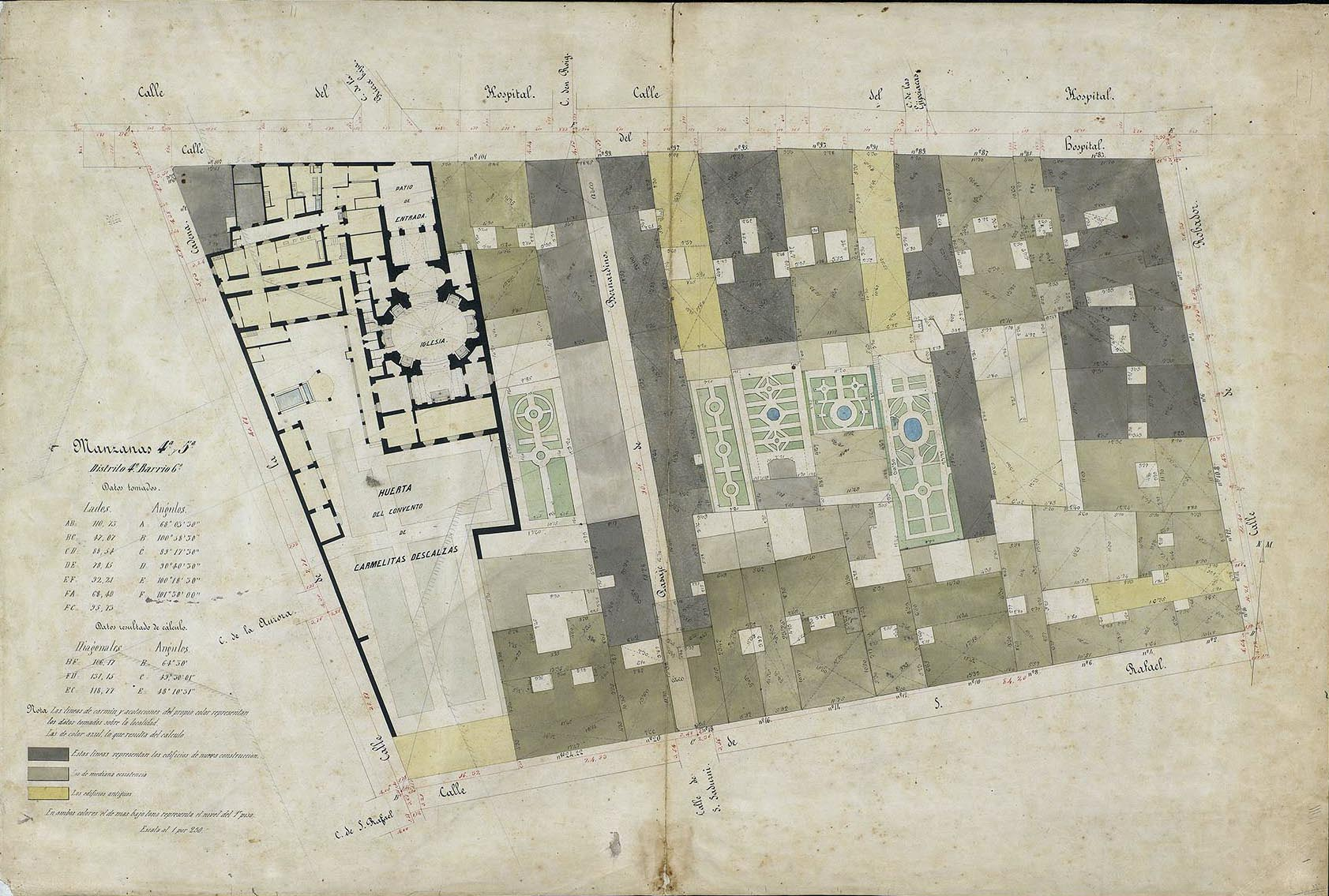
Quarteró núm. 99 de Garriga i Roca (c. 1860)